# Hyantis microphthalma
Hyantis microphthalma är en fjärilsart som beskrevs av Heller 1894. Hyantis microphthalma ingår i släktet Hyantis och familjen praktfjärilar. Inga underarter finns listade i Catalogue of Life.